# كلينتون سميث
كلينتون سميث (بالإنجليزية: Clinton Smith)‏ هو مهندس معماري أمريكي، ولد في 6 مايو 1846، وتوفي في 2 أغسطس 1905.